# Аріянет Мурич
Аріянет Анан Мурич (алб. Arijanet Samir Muriqi, чорн. Arijanet Anan Murić, нар. 7 листопада 1998, Шлірен, Швейцарія) — косовський футболіст, воротар англійського клубу «Бернлі» та національної збірної Косова з футболу. До того як Косово стало членом ФІФА, виступав за молодіжну збірну Чорногорії.

## Клубна кар'єра
Аріянет Мурич народився в місті Шлірен у Швейцарії. Його батьки — албанці родом із міста Рожає в Чорногорії. В дитинстві Мурич грав у академіях швейцарських клубів «Янг Фелловз Ювентус», «Цюрих» та «Грассгоппер». 2015 року Аріянет долучився до юнацької команди «Манчестер Сіті».
27 липня 2017 року Мурич підписав трирічний контракт із «Сіті», але через серйозну конкуренцію жодного разу не вийшов на поле в сезоні 2017—2018. 31 липня 2018 року футболіст на правах оренди перейшов до нідерландського клубу «НАК Бреда» на один рік. 18 серпня дебютував у дорослому футболі в матчі проти «Де Графсхап», який команда виграла 3:0.
22 серпня був відкликаний з оренди після травми основного воротаря команди Клаудіо Браво, щоб стати на цей час запасним воротарем «містян». Через три дні він потрапив до офіційної заявки клубу на матч із «Вулвергемптон Вондерерз». Дебютував за «Манчестер Сіті» 25 вересня в матчі третього раунду кубку Англії з футболу 2018—2019 проти «Оксфорд Юнайтед». «Сіті» виграв цю зустріч 3:0. Після цього Мурич потрапляв до основного складу лише в кубкових матчах.
9 липня 2019 року Мурича на сезон орендував «Ноттінгем Форест», проте ця оренда виявилась невдалою: Аріянет не зміг нав'язати конкуренцію основному воротарю клубу Брісу Самбі.
З 2020 по 2022 рік на правах оренди виступав за «Жирону», «Віллем II» і «Адану Демірспор».
В липні 2022 підписав 4-річний контракт з англійським «Бернлі».

## Міжнародна кар'єра

### Чорногорія
22 серпня Аріянет Мурич дебютував у складі молодіжної збірної Чорногорії з футболу в матчі кваліфікації на Молодіжний чемпіонат Європи з футболу 2019 проти Казахстану. 5 вересня Мурич зіграв також із Боснією та Герцеговиною в товариському матчі. В цьому матчі він отримав червону картку, як і в зустрічі із Словенією. Після такого Мурич не отримав запрошення до дорослої збірної і вирішив долучитися до збірної Косова, яка лише нещодавно стала повноправним членом ФІФА.

### Косово
9 листопада 2018 року Мурич попав до заявки на матч збірної Косова проти Мальти. 20 листопада він потрапив до стартового складу в матчі проти Азербайджану в матчі Ліги націй УЄФА 2018—2019.